# ماتياس شلايدن
ماتياس ياكوب شلايدن (بالألمانية: Matthias Jacob Schleiden)‏ (5 أبريل 1804 - 23 يونيو 1881) هو عالم نبات ألماني، ومؤسس نظرية الخلية التي طورها من بعده مواطنيه ثيودور شوان ورودولف فيرشو.

## مولده ونشأته
ولد في هامبورغ، ألمانيا, وتعلم في جامعة هايدلبرغ, وبدأ بعدها بممارسة التشريعات ودراسة القانون، لكن سرعان ما ظهر حبه لعلم النبات حتى تفرغ له، وفضل دراسة النبات وتركيبه تحت المجهرالميكروسكوب.

## مسيرته العلمية
عندما كان أستاذا لعلم النبات في جامعة جينا, كتب كتابا عن «مساهمات في تخليق النبات» في 1838, والذي ذكر فيه أنه قد توصل إلى أن جميع النباتات تتكون من خلايا. وبهذا أصبح شلايدن (وشوان من بعده) أول من وضع تصورا لنظرية الخلية بشكل غير رسمي كمبدأ من مبادئ علم الأحياء على قدم المساواة في الأهمية بالنسبة لالنظرية الذرية في الكيمياء, كما سلم فيه أيضا بأهمية نواة الخلية, التي اكتشفها عالم النبات الاسكتلندي روبرت براون في 1831, وأشار إلى ارتبطها بانقسام الخلايا.

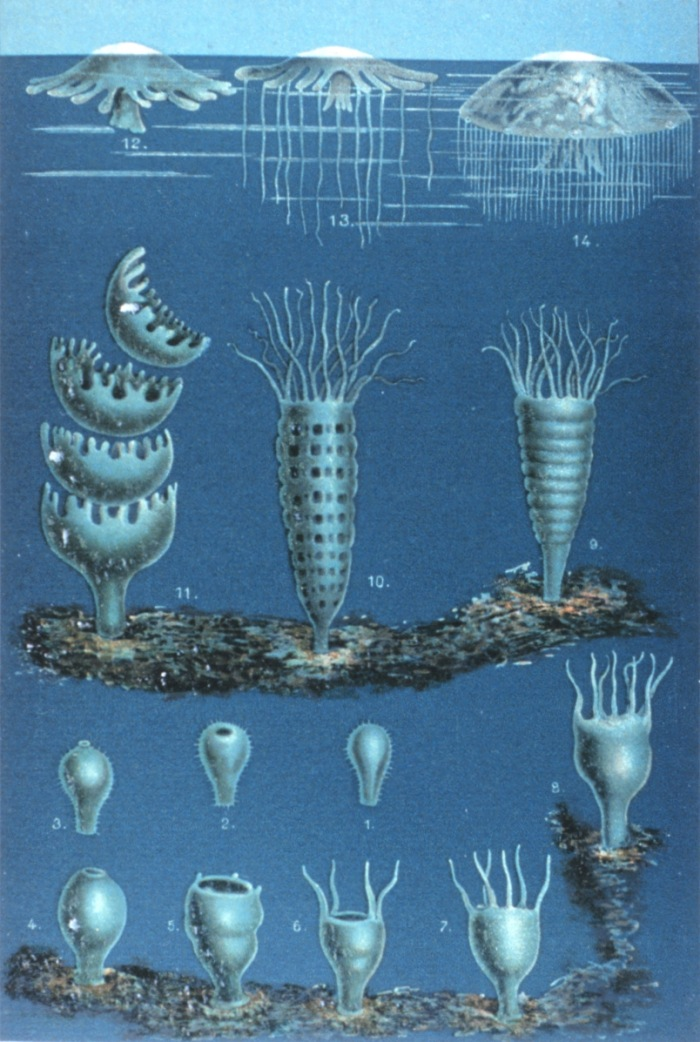
تطور الميدوسا

كان شلايدن من أول علماء الأحياء الألمان الذين تقبلوا نظرية التطور التي أسسها تشارلز داروين.
أصبح أستاذاً لعلم النبات في جامعة تارتو (أو جامعة دوربات) في 1863.

## وفاته
توفي شلايدن في فرانكفورت في 23 يونيو 1881.

## وصلات خارجية
- ماتياس شلايدن على موقع الموسوعة البريطانية (الإنجليزية)
- ماتياس شلايدن على موقع الموسوعة البريطانية (الإنجليزية)
- ماتياس شلايدن على موقع إن إن دي بي (الإنجليزية)

1. ↑  Trisha Creekmore. "The Science Channel :: 100 Greatest Discoveries: Biology". ديسكفري كوميونيكيشنز. مؤرشف من الأصل في 2012-11-22. اطلع عليه بتاريخ 2006-10-17.
2. ↑  Mathias Jacob Schleiden, Encyclopædia Britannica نسخة محفوظة 03 فبراير 2014 على موقع واي باك مشين.